# Peristicta forceps
Peristicta forceps är en trollsländeart som först beskrevs av Hagen in Selys 1860.  Peristicta forceps ingår i släktet Peristicta och familjen Protoneuridae. Inga underarter finns listade i Catalogue of Life.